# Church and Wellesley
Church and Wellesley ist ein Stadtteil der kanadischen Stadt Toronto.

## Geografie

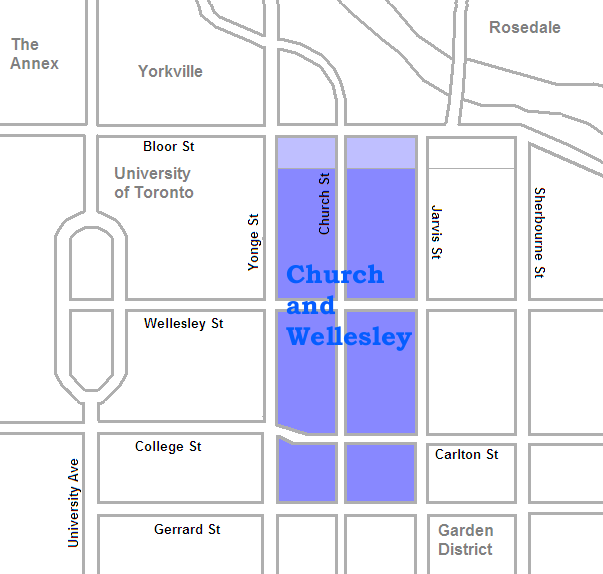
Karte von Church and Wellesley

Church and Wellesley wird wie folgt begrenzt:
- südlich von der Gerrard Street
- westlich von der Yonge Street
- nördlich von der Charles Street
- östlich von der Jarvis Street

Die namensgebenden Straßen Church Street und Wellesley Street kreuzen sich in dem Stadtbezirk.

## Sehenswürdigkeiten und Kultur
Im Stadtteil Church and Wellesley befinden sich zahlreiche Kneipen, Bars und Läden, die sich überwiegend an ein homosexuelles Publikum richten. Jährlich an einem Wochenende findet in diesem Teil Torontos die Parade zum Christopher Street Day sowie die Pride Week statt, das mit einer Mischung aus Informationsständen gleichgeschlechtlicher Gruppen, Show-Bühnen sowie Imbiss- und Verkaufsbuden mittlerweile tausende Besucher anzieht und sich zu einer Touristenattraktion entwickelt hat.

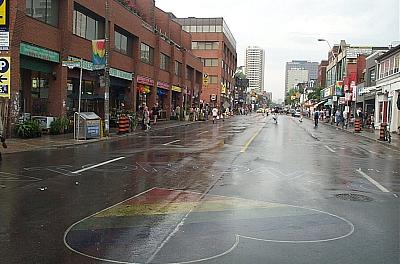
Church and Wellesley

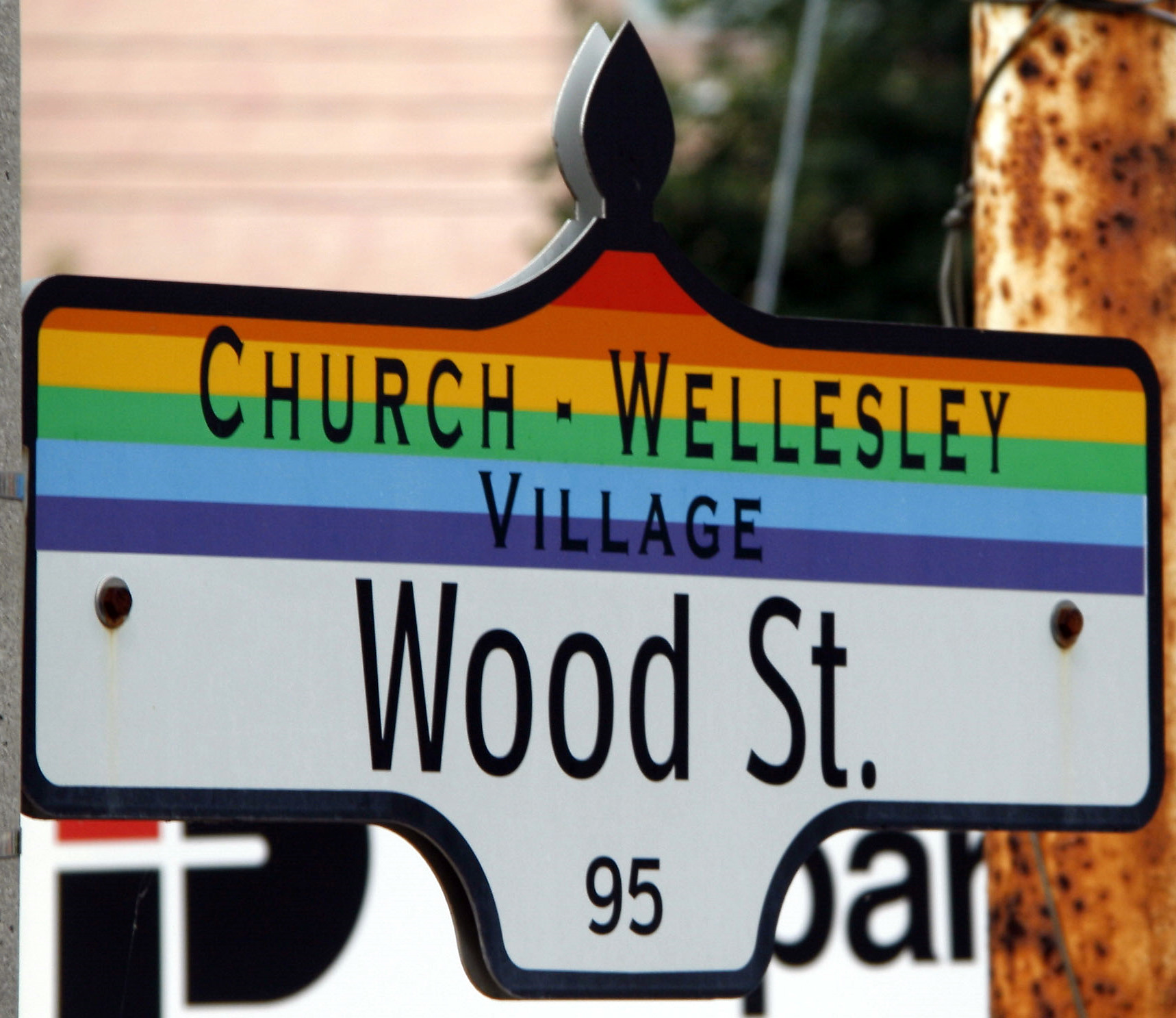
Wood Street

## Söhne und Töchter Church and Wellesleys
- Enza Anderson, Dragqueen und Politikerin
- Mark Elliot, Talkshowmoderator
- Malcolm Ingram, Filmregisseur
- Kyle Rae, Politiker